# Candida Royalle
Candida Royalle, née Candice Vadala le 15 octobre 1950 et morte le 7 septembre 2015, était une actrice de films pornographiques, réalisatrice et productrice américaine.

## Biographie
Après une formation de danseuse, et après avoir étudié à l'High School of Art and Design (en) à New York, Candida Royalle fait finalement carrière comme star du porno, tournant dans plus d’une vingtaine de films. Elle signe le manifeste artistique The Post Porn Modernist Manifesto écrit en 1989 par Veronica Vera, une ancienne actrice pornographique.
En 1980 elle fonde Femme Films (ou Femme Productions) avec le but de faire de l'art érotique que les femmes pourraient apprécier. Ses productions visent plus la clientèle des femmes et des couples plutôt que l’audience pornographique standard, à savoir les hommes. Elle explique sa position dans le livre de Wendy McElroy XXX: A Woman's Right to Pornography en 1995.
Le succès commercial de cette société est dû à une production essentiellement axée sur le côté artistique des relations sexuelles. Elle est aussi productrice d’Afrodite Superstar (en).
Elle fait partie de l'AVN Hall of Fame.

### Décès
Elle meurt d'un cancer des ovaires le 7 septembre 2015.

## Réception
Royalle est aujourd'hui étudiée comme une figure du feminism pro-sexe. Ses archives personnelles ont été collectées, et un article traitant de son parcours a été publié dans The New York Times en 2024.

## Récompenses
- AVN Hall of Fame
- XRCO Hall of Fame
- Membre de l'American Association of Sex Educators, Counselors and Therapists.

## Publication
- How to Tell a Naked Man What to Do: Sex Advice from a Woman Who Knows, Fireside, 2004.

## Filmographie sélective
- Analist (1975)
- Carnal Haven (1975)
- Love Secrets (1976)
- Liquid Lips (1976)
- Liberation of Honeydoll Jones (1977)
- The Starlets (1977)
- Hot & Saucy Pizza Girls (1978)
- Pro-Ball Cheerleaders (1979)
- Olympic Fever (1979)
- Hot Rackets (1979)
- Sunny (1979)
- Blue Ecstasy (1980)
- Studio Of Lust (1984)
- Three Daughters (1986)